# Saint-Rémy-de-Maurienne
Saint-Rémy-de-Maurienne és un municipi francès situat al departament de la Savoia i a la regió d'Alvèrnia-Roine-Alps. L'any 2007 tenia 1.199 habitants.

## Demografia

### Població
El 2007 la població de fet de Saint-Rémy-de-Maurienne era de 1.199 persones. Hi havia 501 famílies de les quals 129 eren unipersonals (43 homes vivint sols i 86 dones vivint soles), 176 parelles sense fills, 176 parelles amb fills i 20 famílies monoparentals amb fills.
La població ha evolucionat segons el següent gràfic:
Habitants censats

### Habitatges
El 2007 hi havia 682 habitatges, 502 eren l'habitatge principal de la família, 114 eren segones residències i 66 estaven desocupats. 513 eren cases i 165 eren apartaments. Dels 502 habitatges principals, 380 estaven ocupats pels seus propietaris, 112 estaven llogats i ocupats pels llogaters i 10 estaven cedits a títol gratuït; 5 tenien una cambra, 38 en tenien dues, 89 en tenien tres, 160 en tenien quatre i 210 en tenien cinc o més. 405 habitatges disposaven pel capbaix d'una plaça de pàrquing. A 193 habitatges hi havia un automòbil i a 254 n'hi havia dos o més.

### Piràmide de població
La piràmide de població per edats i sexe el 2009 era:
| Homes | Edats   | Dones |
| ----- | ------- | ----- |
| 0     | 95 o +  | 0     |
| 0     | 90 a 94 | 1     |
| 3     | 85 a 89 | 12    |
| 5     | 80 a 84 | 26    |
| 20    | 75 a 79 | 30    |
| 35    | 70 a 74 | 27    |
| 15    | 65 a 69 | 27    |
| 29    | 60 a 64 | 26    |
| 13    | 55 a 59 | 25    |
| 41    | 50 a 54 | 25    |
| 18    | 45 a 49 | 27    |
| 41    | 40 a 44 | 28    |
| 24    | 35 a 39 | 39    |
| 28    | 30 a 34 | 26    |
| 35    | 25 a 29 | 31    |
| 35    | 20 a 24 | 24    |
| 20    | 15 a 19 | 34    |
| 22    | 10 a 14 | 30    |
| 13    | 5 a 9   | 20    |
| 19    | 0 a 4   | 25    |

## Economia
El 2007 la població en edat de treballar era de 758 persones, 580 eren actives i 178 eren inactives. De les 580 persones actives 553 estaven ocupades (305 homes i 248 dones) i 27 estaven aturades (5 homes i 22 dones). De les 178 persones inactives 78 estaven jubilades, 46 estaven estudiant i 54 estaven classificades com a «altres inactius».

### Ingressos
El 2009 a Saint-Rémy-de-Maurienne hi havia 505 unitats fiscals que integraven 1.213 persones, la mediana anual d'ingressos fiscals per persona era de 18.199 €.

### Activitats econòmiques
Dels 53 establiments que hi havia el 2007, 1 era d'una empresa extractiva, 2 d'empreses de fabricació de material elèctric, 1 d'una empresa de fabricació d'elements pel transport, 1 d'una empresa de fabricació d'altres productes industrials, 18 d'empreses de construcció, 8 d'empreses de comerç i reparació d'automòbils, 5 d'empreses de transport, 1 d'una empresa d'hostatgeria i restauració, 1 d'una empresa d'informació i comunicació, 3 d'empreses de serveis, 6 d'entitats de l'administració pública i 6 d'empreses classificades com a «altres activitats de serveis».
Dels 21 establiments de servei als particulars que hi havia el 2009, 1 era una oficina de correu, 1 taller de reparació d'automòbils i de material agrícola, 1 paleta, 3 guixaires pintors, 4 fusteries, 5 lampisteries, 3 electricistes i 3 perruqueries.
Dels 3 establiments comercials que hi havia el 2009, 1 era una botiga de menys de 120 m², 1 una fleca i 1 una llibreria.
L'any 2000 a Saint-Rémy-de-Maurienne hi havia 4 explotacions agrícoles.

## Equipaments sanitaris i escolars
El 2009 hi havia 1 escola maternal i 1 escola elemental.

## Poblacions més properes
El següent diagrama mostra les poblacions més properes.